# 四日市看護医療大学
四日市看護医療大学（よっかいちかんごいりょうだいがく、英語: Yokkaichi Nursing and Medical Care University、公用語表記: 四日市看護医療大学）は、三重県四日市市萱生町1200に本部を置く日本の私立大学。2007年創立、2007年大学設置。

## 概要
2007年（平成19年）に開学。設置・運営は学校法人暁学園。　　　　　　　　　　　暁学園、四日市市、市立四日市病院との公私協力方式で設立された。　　　　　　　　四日市大学に隣接した敷地に設立されている。　　　　　　　　　　　　　　　　2011年（平成23年）大学院（看護学専攻（修士課程））設置　　　　　　　　　　2020年（令和2年）臨床検査学科設置。それに伴い学部名称も看護医療学部に変更された。　　　　　　　　　　　　　　　　　　　　　　　　　　　　　　　　　　2024年（令和6年）臨床検査学専攻（修士課程）設置。

## 学部
看護医療学部
- 看護学科（100名）
- 臨床検査学科（50名）

## 大学院
看護学研究科（看護学専門修士課程）
- 修士論文コース
  - 看護学基盤分野（基礎看護学・在宅看護学・看護管理学）
  - 産業看護学分野（産業看護学）
  - 看護学実践分野（母子支援看護学・急性看護学・慢性看護学・老年看護学・精神看護学）

- 専門看護学（CNSコース）
  - 急性看護学専攻（急性重症患者専門看護師資格修得）

## 対外関係
- 2016年3月に「高等教育コンソーシアムみえ」締結。

## サークル

### 体育会系
- バレーボール部
- ダンスサークル軽音学
- バスケットボールサークル
- ランサークル　とことこ
- 釣り部（四看大FC）
- 弓道サークル
- 運動サークル

### 文化会系
- 軽音学部
- ボランティアサークル
- くれよん
- いろえんぴつ
- ハンドマッサージサークル
- 災害医療サークル
- 生理学研究会
- 生化学愛好会
- 顕微鏡愛好会

## 交通アクセス
- 東名阪道四日市東インターチェンジすぐ（インターを出て右折。また、すぐに右折。）
- 近鉄名古屋線近鉄富田駅より三岐鉄道バス「四日市大学前」行き終点（約12分）
- JR関西本線富田駅より三岐鉄道バス「四日市大学前」行き終点（約15分）
- 三岐鉄道暁学園前駅より徒歩20分
- 名鉄バスセンターより三重交通高速バス「四日市大学・キオクシア経由 桜台」行き「四日市大学」下車（約40分）